# Stephan Engels
Stephan Engels (Niederkassel, 6 settembre 1960) è un allenatore di calcio ed ex calciatore tedesco, di ruolo centrocampista. Con la nazionale tedesca fu  vicecampione del mondo  nel 1982.

## Carriera

### Giocatore

#### Club
Inizia la carriera nelle giovanili del TuS Mondorf prima, e del Colonia poi, per entrare in prima squadra nel 1978. Resterà nel Colonia per dieci anni, collezionando 236 presenze contornate da 39 gol. Nel 1988 passa al Fortuna Colonia, dove resta altri due anni prima di ritirarsi nel 1990.

#### Nazionale
Con la Nazionale prende parte a 8 partite, senza mai segnare. Partecipa inoltre ai Mondiali 1982 dove si classifica, insieme ai suoi compagni, al secondo posto perdendo per 3-1 la finale con l'Italia.

### Allenatore
Dopo il ritiro allena il Colonia nel biennio 1995-1996 e il Viktoria Köln nel 2004 e 2005.

## Palmarès

### Giocatore

#### Competizioni nazionali
- Coppa di Germania: 1

Colonia: 1982-1983